# Кальміуська міська територіальна громада
Кальміуська міська громада  — номінально утворена територіальна громада в Кальміуському районі Донецькій області України. Адміністративний центр — місто Кальміуське.
Територія громади є окупованою військами РФ.
Утворена розпорядженням Кабінету Міністрів України від 12 червня 2020 р. № 710-р шляхом об'єднання Комсомольської міської із Кумачівською, Новозар'ївською, Новокатеринівською, Петрівською, Роздольненською, Сонцевською сільськими радами.

## Населені пункти
До складу громади входить місто Кальміуське, 6 селищ (Бурне, Зернове, Кипуча Криниця, Колоски, Родникове, Строїтель) та 31 село: Андріївка, Берегове, Берестове, Василівка, Верхокам'янка, Веселе, Вишневе, Глинка, Зелене, Кам'яне, Кам'янка, Краснопілля, Культура, Кумачове, Лужки, Любівка, Новозар'ївка, Новокатеринівка, Новомихайлівка, Підгірне, Побєда, Прохорівське, Ребрикове, Роздольне, Світлий Луч, Сонцеве, Стахівське, Шевченко (Кумачівська сільська рада), Шевченко (Новокатеринівська сільська рада), Широке та Шмідта.